# NGC 5189
NGC 5189 is een planetaire nevel in het sterrenbeeld Vlieg. Het hemelobject ligt 3000 lichtjaar van de Aarde verwijderd en werd op 1 juli 1826 ontdekt door de Schotse astronoom James Dunlop. De nevel vertoont een merkwaardige S-vorm en kan gemakkelijk verward worden met een balkspiraalstelsel. Dankzij deze S-vorm kreeg het de bijnaam Spiraalvormige Planetaire Nevel (Spiral Planetary Nebula).

## Synoniemen
- IC 4274
- AM 1329-654
- PK 307-3.1
- ESO 96-PN16